# NZX 15 Gross
Le NZX 15 Gross est un indice boursier du New Zealand Exchange.

## Composition
Au 19 août 2011, le NZX 15 Gross se composait des titres suivants:
| Symbole | Société                         | Secteur | Poids indiciel             |
| ------- | ------------------------------- | ------- | -------------------------- |
| ANO NZ  | AMP NZ Office                   | 2.58 %  | Finance                    |
| AIA NZ  | Auckland International Airport  | 8.77 %  | Industrie                  |
| CEN NZ  | Contact Energy                  | 7.17 %  | Services aux collectivités |
| FPH NZ  | Fisher & Paykel Healthcare Corp | 4.83 %  | Santé                      |
| FBU NZ  | Fletcher Building               | 20.63 % | Matériaux                  |
| GMT NZ  | Goodman Property Trust          | 2.93 %  | Finance                    |
| IFT NZ  | Infratil                        | 4 %     | Services aux collectivités |
| KIP NZ  | Kiwi Income Property Trust      | 3.78 %  | Finance                    |
| MFT NZ  | Mainfreight                     | 3.12 %  | Industrie                  |
| NPX NZ  | Nuplex Industries               | 1.82 %  | Matériaux                  |
| RYM NZ  | Ryman Healthcare                | 5.03 %  | Santé                      |
| SKC NZ  | Sky City Entertainment Group    | 7.84 %  | Consommation cyclique      |
| SKT NZ  | Sky Network Television          | 4.85 %  | Consommation cyclique      |
| TEL NZ  | Telecom Corp of New Zealand     | 20.43 % | Télécommunications         |
| VCT NZ  | Vector                          | 2.22 %  | Services aux collectivités |